# Tate Frantz
Tate Frantz (* 28. März 2005 in Lake Placid, New York) ist ein US-amerikanischer Skispringer und ehemaliger Nordischer Kombinierer.

## Werdegang
Frantz, der aus Lake Placid stammt, zog im Alter von 16 Jahren nach Norwegen, um das NTG Lillehammer, eine private weiterführende Schule und Teil des Norwegischen Spitzensportgymnasiums, zu besuchen. Sein internationales Debüt gab Tate Frantz bei einem Continental-Cup-Wettkampf in Lillehammer. Kurz darauf nahm er an den Nordischen Juniorenskiweltmeisterschaften 2022 in Zakopane teil und wurde im Einzel 27. und im Team Achter. Nach zwei weiteren erfolgreichen Continental-Cup-Wettkämpfen in seiner Heimat Lake Placid wechselte er zum Skispringen.
Dort startete er ab der Saison 2022/23 erst im FIS-Cup und, nachdem er in dieser Serie Punkte erzielt hatte, auch im Continental-Cup. Erfolg hatte er jedoch nur sporadisch. Bei den Nordischen Juniorenskiweltmeisterschaften 2023 in Whistler erreichte er den zweiten Durchgang nicht und belegte im Team und Mixed-Team jeweils den zehnten Platz.
Danach debütierte er in der Weltcup-Qualifikation. In Lake Placid qualifizierte er sich zweimal nicht für den Wettkampf. Für die folgenden Wettkämpfe und den Sommer 2023 kehrte er in den Continental-Cup zurück, wo er nach einigen erfolglosen Ergebnissen in Lake Placid die Plätze 14, 9 und 13 erreichte. 
Zum Auftakt des Weltcup 2023/24 durfte er deshalb erneut starten und scheiterte in der ersten Qualifikation, qualifizierte sich allerdings für den zweiten Wettkampf und holte mit dem 30. Platz seinen ersten Weltcuppunkt.
Bei den US-amerikanische Meisterschaften im Skispringen 2024 gewann er auf der Groß- und der Normalschanze jeweils Gold.

## Statistik

### Nordische Kombination

#### Continental-Cup-Platzierungen
| Saison  | Platz | Punkte |
| ------- | ----- | ------ |
| 2021/22 | 058.  | 42     |

### Skispringen

#### Weltcup-Platzierungen
| Saison  | Platz | Punkte |
| ------- | ----- | ------ |
| 2023/24 | 042.  | 071    |
| 2024/25 | 022.  | 266    |

#### Continental-Cup-Platzierungen
| Saison  | Platz | Punkte |
| ------- | ----- | ------ |
| 2022/23 | 113.  | 07     |
| 2023/24 | 023.  | 67     |